# Stéphanie d'Oustrac
Pour les articles homonymes, voir Baduel et D'Oustrac (homonymie).
Stéphanie Baduel d'Oustrac plus connue sous le nom Stéphanie d'Oustrac est une mezzo-soprano française née à Rennes le 27 juin 1974.

## Biographie
Arrière-petite-nièce de Francis Poulenc et de Jacques de La Presle, Stéphanie d'Oustrac naît à Rennes d'une famille de notables aveyronnais : les Baduel d'Oustrac. Même si, dès l'enfance, elle fait partie de la Maîtrise de Bretagne dirigée par Jean-Michel Noël, elle envisage d'abord une carrière d'actrice avant de se consacrer à l'art lyrique. À cet effet, elle suit pendant près d'un an les cours de chant d'Oleg Afonine.
Elle quitte Rennes après un baccalauréat obtenu au lycée Saint-Vincent de Rennes et rejoint le Conservatoire national supérieur de musique de Lyon. Elle y obtient en 1998 le premier prix de chant. Avant même sa sortie du conservatoire, elle attire l'attention de William Christie, qui la fait travailler dans le cadre de l'ensemble des Arts florissants.
Elle profite de son enseignement et de celui de Marc Minkowski avant d'élargir son répertoire à Berlioz, Gabriel Fauré et Benjamin Britten. De 1998 à 2002, elle multiplie les « seconds rôles » puis, à partir de 2002, tient les rôles principaux d'œuvres comme Les Paladins (Jean-Philippe Rameau), Actéon, Médée (Marc-Antoine Charpentier), Armide et Atys (Jean-Baptiste Lully), La Périchole, La Belle Hélène et Les Contes d'Hoffmann (Jacques Offenbach), Carmen (Georges Bizet), Béatrice et Bénédict (Hector Berlioz) ou encore Pelléas et Mélisande (Claude Debussy).
Par ailleurs elle participe régulièrement à des concerts de musique de chambre donnés par différents ensembles (Les Paladins, L'Arpeggiata, La Bergamasque, Il Seminario Musicale, Amarillis). Elle se produit aussi en soliste.

## Distinctions
- Officier de l'ordre des Arts et des Lettres

## Discographie

### Avec Les Arts Florissants
- 2001 : Actéon de Marc-Antoine Charpentier (Junon) & Didon et Énée d'Henry Purcell (Didon). DVD audio distribué par Malavida
- 2004 : Les Paladins de Jean-Philippe Rameau. DVD Opus Arte

### Avec l'ensembleAmarillis
- 2007 : « Médée furieuse ». Stéphanie d’Oustrac (mezzo soprano) ; Amarillis : Héloïse Gaillard (flûtes à bec & hautbois baroque), Violaine Cochard (clavecin), Gilone Gaubert-Jacques (violon), Anne-Marie Lasla (viole de gambe). (Ambroisie AM 157)[2]
- 2011 : « Ferveur et Extase ». Stéphanie d'Oustrac (mezzo soprano) ; Amarillis : Héloïse Gaillard (flûtes à bec), Violaine Cochard (clavecin et orgue positif), Alice Piérot et Gilone Gaubert-Jacques (violons), Fanny Paccoud (alto), Emmanuel Jacques (violoncelle), Richard Myron (violone), Monica Pustilnik (archiluth). (Éditions Ambronay AMY 027)[3]

### Avec le Concert spirituel
- 2004 : Médée de Marc-Antoine Charpentier. Stéphanie d'Oustrac (Médée), François-Nicolas Geslot (Jason), Gaëlle Méchaly (Créuse), Bertrand Chuberre (Oronte), Le Concert spirituel, Hervé Niquet, Olivier Simonnet (mise en espace et réalisation). DVD Armide Classics / Vox Lucida ARM 002.
- 2007 : Callirhoé d'André Cardinal Destouches. Stéphanie d'Oustrac (Callirhoé), Cyril Auvity (Agénor), João Fernandes (Corésus), Ingrid Perruche (la Reine), Renaud Delaigue (le Ministre), Stéphanie Révidat (une Princesse de Calydon, une Bergère), Le Concert spirituel, Hervé Niquet. 2 CD Glossa.

### Autres ensembles
- Maurice Ravel : L'Heure espagnole, L'Enfant et les Sortilèges, Stéphanie d'Oustrac, Concepcion, The Glyndebourne Chorus, Orchestre philharmonique de Londres, direction Kazushi Ōno, mise en scène, Laurent Pelly. DVD Glyndebourne Fra Musica, 2012.
- Hector Berlioz : Béatrice et Bénédict, Stéphanie d'Oustrac (Béatrice), Paul Appleby (Bénédict), Sophie Karthäuser (Héro), Lionel Lothe (Somarone), Philippe Sly (Claudio), Frédéric Caton (Don Pedro), Katarina Bradìc (Ursule), London Philharmonic Orchestra, The Glyndebourne Chorus, staged by Laurent Pelly, conducted by Antonello Manacorda. 1 DVD Opus Arte 2017.
- Une soirée chez Berlioz, Thibaut Roussel, guitare, Tanguy de Williencourt, piano, Caroline Lieby, harpe, Lionel Renoux, cor naturel, Bruno Philippe, violoncelle. CD Harmonia Mundi, 2019.